# 미금역
미금(분당서울대학병원)역(Migeum(Seoul National University Bundang Hospital)Station, 美金(盆唐서울大病院)驛)은 대한민국 경기도 성남시 분당구 구미동과 금곡동에 걸쳐 있는 수도권 전철 수인·분당선과 신분당선의 환승역이다. 수도권 전철 수인·분당선은 동막천 하저터널로 오리역과 연결된다. 신분당선은 동막천 하저터널로 동천역과 연결된다.

## 역사
- 1994년 9월 1일 : 분당선 수서역~오리역 구간 개통과 함께 영업 개시
- 2009년 12월 1일 : 철도승차권 단말기 철거
- 2011년 5월 경 : 스크린도어 설치
- 2012년 9월 18일 : 왕십리역~선릉역 구간 개통으로 왕십리 기점 30.7km로 변경[1]
- 2015년 1월 16일 : 부기역명 분당서울대병원 부기[2]
- 2015년 9월 4일 : 신분당선 미금역 사용개시 고시[3]
- 2018년 4월 28일 : 신분당선 미금역 개통과 함께 수도권 전철 분당선과 환승역이 됨
- 2018년 12월 31일 : 청량리역~왕십리역 구간 개통으로 왕십리 기점 33.1km로 변경

## 개요
부기역명은 분당서울대병원으로  인근에 분당서울대학교병원이 있으며, 2018년 4월 28일에 신분당선이 개통되면서 환승역이 되었다. 이 역 북쪽으로 신분당선 연결선이 있다.

## 역명 유래
역이 구미동과 금곡동에 걸쳐 있어 구미동의 미(美)와 금곡동의 금(金)을 본따서 만들었다. 당초 "구미역"이나 "금곡역"으로 영업할 예정이었으나, 각각 경부선의 구미역, 경춘선의 금곡역과의 중복 우려가 있기 때문에 현재의 역명으로 영업하게 되었다. 이 역 개업 이듬해인 1995년 1월 1일에 폐지된 행정 구역인 미금시(渼金市, 現 남양주시)와는 한자가 다르다.

## 역 구조
두 노선 모두 2면 2선의 상대식 승강장을 갖춘 지하역이며, 스크린도어가 설치되어 있다. 출구는 8개다. 1·2·7·8번 출구는 금곡동에 있고, 3번~6번 출구는 구미동에 있다.

### 수인분당선 승강장
| ↑ 정자 |
| \| １  |
| 오리 ↓ |

| 1 | ● 수도권 전철 수인·분당선 | 오리 · 죽전 · 기흥 · 수원 · 인천 방면     |
| 2 | ● 수도권 전철 수인·분당선 | 정자 · 서현 · 모란 · 선정릉 · 왕십리 방면 |

### 신분당선 승강장
| ↑ 정자 |
| \| 하  |
| 동천 ↓ |

| 상행 | ● 신분당선 | 정자 · 판교 · 신사 방면     |
| 하행 | ● 신분당선 | 동천 · 수지구청 · 광교 방면 |

## 역 주변
| 나가는 곳 | 방면                                                                     |
| --------- | ------------------------------------------------------------------------ |
| 1         | 성원아파트 주공5.9단지 청솔중학교 분당경영고등학교                       |
| 2         | 분당서울대학교병원 구미119안전센터 까치마을 청솔초등학교 대원아파트      |
| 3         | 한국장애인고용공단 성남구미동우체국 분당서울대병원 구미1동행정복지센터   |
| 4         | 소방파출소 성남미금초등학교 한국방송통신대학교 성남시학습관 성남고용센터 |
| 5         | 건영빌라 구미도서관 2001아울렛                                           |
| 6         | 머내공원 분당아이스아레나 2001아울렛 한국과학기술원                      |
| 7         | 금곡IC방면 코오롱트리폴리스 수지물류센터                                 |
| 8         | 금곡동 행정복지센터 금곡동파출소 YMCA 한전KPS 청솔마을사거리             |

## 이용객 변동
| 노선   | 노선 | 일평균 인원수 (명/일) | 일평균 인원수 (명/일) | 일평균 인원수 (명/일) | 일평균 인원수 (명/일) | 일평균 인원수 (명/일) | 일평균 인원수 (명/일) | 일평균 인원수 (명/일) | 일평균 인원수 (명/일) | 일평균 인원수 (명/일) | 일평균 인원수 (명/일) | 각주                  | 각주                  | 각주                  | 각주                  | 각주  |
| 노선   | 노선 | 2000년                | 2001년                | 2002년                | 2003년                | 2004년                | 2005년                | 2006년                | 2007년                | 2008년                | 2009년                | 각주                  | 각주                  | 각주                  | 각주                  | 각주  |
| ------ | ---- | --------------------- | --------------------- | --------------------- | --------------------- | --------------------- | --------------------- | --------------------- | --------------------- | --------------------- | --------------------- | --------------------- | --------------------- | --------------------- | --------------------- | ----- |
| 분당선 | 승차 | 14,035                | 14,080                | 18,446                | 21,112                | 18,142                | 18,321                | 18,026                | 17,964                | 17,986                | 17,727                | [ 5 ]                 | [ 5 ]                 | [ 5 ]                 | [ 5 ]                 | [ 5 ] |
| 분당선 | 하차 | 11,574                | 12,330                | 16,053                | 22,611                | 21,653                | 21,726                | 21,538                | 20,682                | 19,444                | 18,529                | [ 5 ]                 | [ 5 ]                 | [ 5 ]                 | [ 5 ]                 | [ 5 ] |
| 노선   | 노선 | 일평균 인원수 (명/일) | 일평균 인원수 (명/일) | 일평균 인원수 (명/일) | 일평균 인원수 (명/일) | 일평균 인원수 (명/일) | 일평균 인원수 (명/일) | 일평균 인원수 (명/일) | 일평균 인원수 (명/일) | 일평균 인원수 (명/일) | 일평균 인원수 (명/일) | 일평균 인원수 (명/일) | 일평균 인원수 (명/일) | 일평균 인원수 (명/일) | 일평균 인원수 (명/일) | 각주  |
| 노선   | 노선 | 2010년                | 2011년                | 2012년                | 2013년                | 2014년                | 2015년                | 2016년                | 2017년                | 2018년                | 2019년                | 2020년                | 2021년                | 2022년                | 2023년                | 각주  |
| 분당선 | 승차 | 17,928                | 18,547                | 20,678                | 21,718                | 22,433                | 21,945                | 19,778                | 19,402                | 17,805                | 17,381                | 12,444                | 12,625                | 13,677                | 14,112                | [ 5 ] |
| 분당선 | 하차 | 19,077                | 20,039                | 22,155                | 23,148                | 23,612                | 23,223                | 21,215                | 21,008                | 18,140                | 17,857                | 12,761                | 12,941                | 13,992                | 14,381                | [ 5 ] |

## 사진

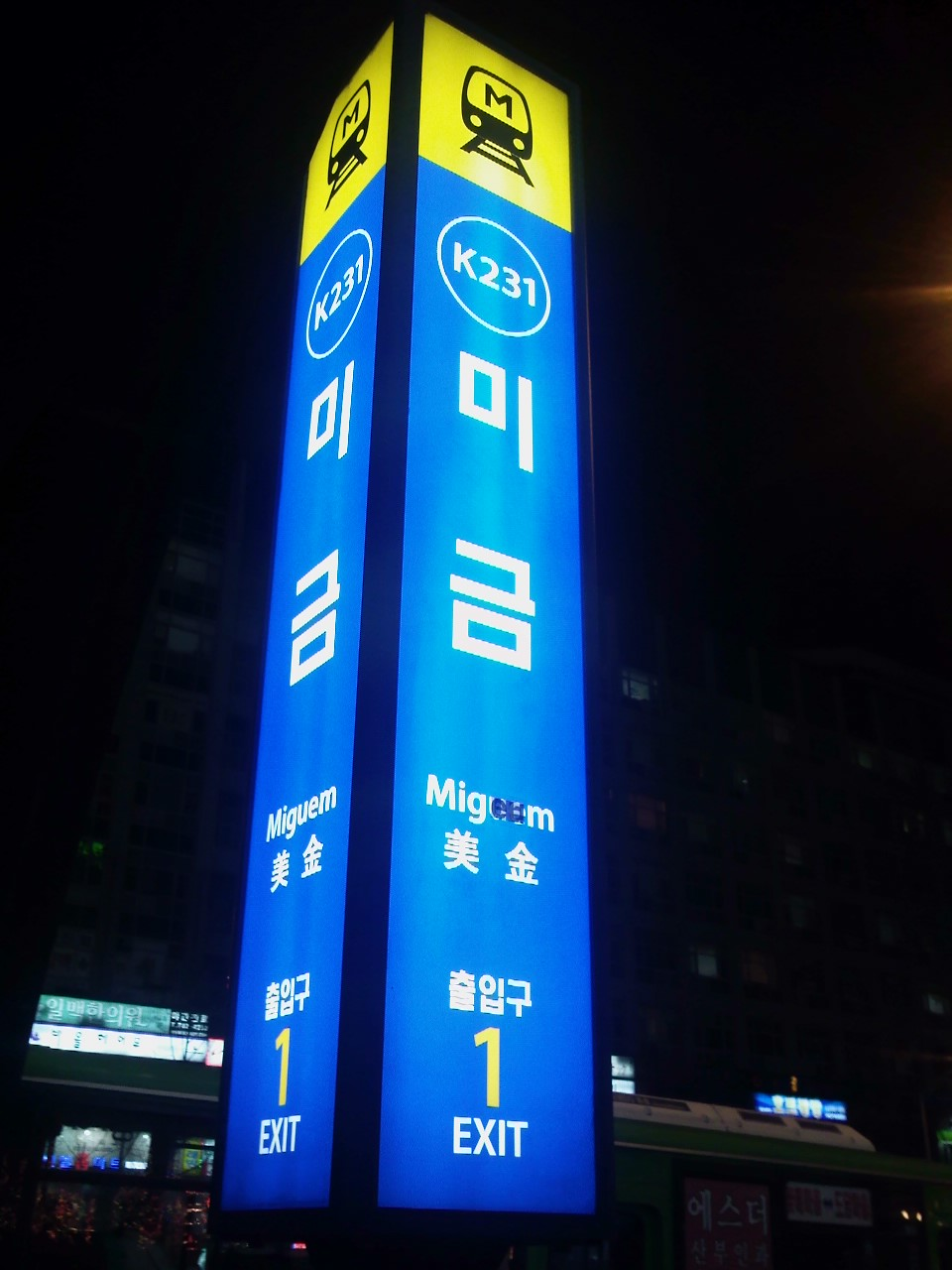
미금역 1번 출입구 폴사인

## 인접한 역
| 분당선                | 분당선                                     | 분당선                        |
| --------------------- | ------------------------------------------ | ----------------------------- |
| K230 정자 청량리 방면 | ● 수도권 전철 수인·분당선 완행 분당선 급행 | K232 오리 고색 방면 인천 방면 |
| 신분당선              |                                            |                               |
| D12 정자 신사 방면    | ● 신분당선                                 | D14 동천 광교 방면            |